# Аеродромска опрема
Аеродромска опрема је сва опрема која служи за опслуживање авиона и инсталација на аеродрому и обезбјеђење летења. У неким земљама у ту опрему се укључују и објекти као хангари, радионице, гараже, складишта и друге зграде потребне за рад особља и прихват путника.